# SuGirly Wish
《SuGirly Wish》是日本HOOKSOFT在2011年9月30日發售的戀愛冒險類型成人遊戲。2012年12月13日由GN Software發售PlayStation Portable版《SuGirly Wish -Limited-》。DMM.com於2014年3月7日獨家販售DL版，2017年8月4日發售HD版。

## 故事
就讀名校聖陽學園的純平準備擔任宿舍長，但在開學式的時候擔任新生代表的親生妹妹白咲雛卻發表驚人的宣言，讓校內瀰漫著戀愛的氣氛。

## 角色介紹

### 主要角色
白咲純平
本作男主角。男生宿舍的舍長。
姫百合愛（聲優：有栖川みや美）
生日：9月22日（處女座），血型：A型，身高：156cm，三圍：B86/W56/H88
純平的青梅竹馬。
白咲雛（聲優：青葉りんご）
生日：1月24日（水瓶座），血型：B型，身高：149cm，三圍：B80/ W53/H80
純平的親生妹妹。
遊佐胡桃（聲優：青山ゆかり）
生日：7月18日（巨蟹座），血型：O型，身高：152cm，三圍：B77/ W51/H80
純平的同學。
月月瀬杏奈（聲優：五行なずな）
生日：3月4日（雙魚座），血型：AB型，身高：148cm，三圍：B85/W52/H84
純平的同學。
上良朱音（聲優：かわしまりの）
生日：10月15日（天秤座），血型：A型，身高：160cm，三圍：B89/W57/H91
純平的學姐兼女生宿舍的舍長。

### 其他角色
水野真理惠（聲優：民安ともえ）
純平的同學。
芝原美佳（聲優：真中海）
純平的同學。
八木剛人（聲優：飲鳥筆）
純平的親友。
宝塚百合子（聲優：夏野冰）
身穿華麗服裝的英文老師，很受女學生歡迎。
前川莎拉（聲優：桜川未央）
擔任管理大聖堂的修女。
岸（聲優：城樹翔）
身穿西洋盔甲的社會科老師。

## 工作人員
- 企劃/製作：HOOKSOFT
- 原案：
- 原畫：、
- 劇本：、EDEN'S NOTES(桑原文彦、雨野智晴)
- CG：真海、
- 音樂：Sound Studio B
- 編輯：、ＶⅡ
- 演出：松田典弘
- 宣傳：伊藤直子
- 執行製作人：kei
- 監督：亞佐美晶

## 主題曲
片頭曲
作詞：　作曲/編曲：　歌：真理繪
插入曲「いつかここで」
作詞：　作曲/編曲：Meis Clauson　歌：Rita

## 評價
《SuGirly Wish》在日本美少女游戏与动画相关商品销售网站Getchu.com的2011年9月销量榜上排名第7名；全年排名第41名。

## 外部連結
- 遊戲官方網站（页面存档备份，存于）（日語）
- PSP版官方網站（日語）